# Martinpuich
Martinpuich is een gemeente in het Franse departement Pas-de-Calais (regio Hauts-de-France) en telt 209 inwoners (1999). De plaats maakt deel uit van het arrondissement Arras.

## Geografie
De oppervlakte van Martinpuich bedraagt 6,0 km², de bevolkingsdichtheid is 34,8 inwoners per km².
De onderstaande kaart toont de ligging van Martinpuich met de belangrijkste infrastructuur en aangrenzende gemeenten.

## Demografie
Onderstaande figuur toont het verloop van het inwonertal (bron: INSEE-tellingen).